# González 1ra. Sección
González 1ra. Sección är en ort i Mexiko.   Den ligger i kommunen Centro och delstaten Tabasco, i den sydöstra delen av landet, 700 km öster om huvudstaden Mexico City. González 1ra. Sección ligger 13 meter över havet och antalet invånare är 635.
Terrängen runt González 1ra. Sección är mycket platt. Runt González 1ra. Sección är det tätbefolkat, med 442 invånare per kvadratkilometer. Närmaste större samhälle är Villahermosa, 10,4 km öster om González 1ra. Sección. Runt González 1ra. Sección är det i huvudsak tätbebyggt.